# John Selden
John Selden (Salvington, 16 dicembre 1584 – Londra, 30 novembre 1654) è stato un giurista e politico inglese; erudito e studioso di antiche leggi inglesi, della carta costituzionale e della legge ebraica, ebbe anche interessi antiquari e archeologici e a lui si deve la conservazione del codice azteco Mendoza.

## Vita
Compì i suoi studi a Oxford e in un Clifford's Inn di Londra.
Esercitò l'ufficio di giudice nel 1604 e divenne noto per le sue ricerche sulla storia del diritto inglese con l'opera Titles of honour del 1614. La pubblicazione nel 1617 delle opere di storia orientale ed ebraica Treatise on the Jews in England e  De Diis syris syntagmata, lo resero noto al pubblico degli studiosi europei, tra i quali Giambattista Vico.
Nel 1618 pubblicò History of tythes dove avanzava la tesi che negava l'origine divina delle decime dovute alla Chiesa. Selden in seguito dovette ritrattare e il suo libro fu distrutto..
Dedicatosi alla vita politica fu eletto al Parlamento nel 1623, al tempo del re Giacomo I d'Inghilterra, dove venne riconosciuto come guida morale del partito legalitario. Egli infatti sosteneva che i principi delle libertà del popolo inglese erano fondati sulle leggi promanate in passato dal Parlamento e che per la loro conservazione non occorrevano nuove leggi ma bastava interpretare quelle già esistenti.
Eletto nuovamente deputato nel 1626, sotto il regno di Carlo I Stuart, divenuto membro della commissione segreta dei Dodici sostenne l'opposizione al duca di Buckingham chiedendone l'impeachment.
Con altri deputati nel 1628 si batté per il mantenimento dell'integrità dell'Habeas corpus act secondo il principio della interpretazione della legge. Per questa sua opposizione fu arrestato il 4 marzo del 1629 e detenuto nella Torre di Londra. In libertà condizionata nel maggio 1631 divenne del tutto libero nel 1635.
Nel 1635 Selden pubblicò l'opera, molto apprezzata dal re, Mare Clausum, seu de Dominio Maris libri duo, che aveva iniziato a comporre nel 1618 per controbattere al Mare Liberum del Grozio, per sostenere l'esclusivo diritto degli inglesi al commercio e alla pesca sui mari del nord.
Come membro del Lungo Parlamento (1640) apparve incline a sostenere la parte regia.
Con Thomas Hobbes e Bulstrode Whitelocke partecipò ai dibattiti dell'Assemblea di Westminster (1643-1649) e si fece notare come autorevole appartenente al movimento dell'erastianesimo che sosteneva la supremazia dello Stato sulla Chiesa.
Oltre alle opere già citate Selden scrisse numerosi libri sul diritto ebraico come Uxor hebraica seu de nuptiis et divortiis veterum Hebraeorum sul divorzio o De Jure Naturali et Gentium iuxta disciplinam Hebraeorum,  sul diritto naturale.
Opera rilevante per la letteratura inglese è considerata l'opera Table Talk, pubblicata postuma nel 1689, che consiste in una raccolta, ad opera del segretario di Selden, Richars Milward,  delle sue conversazioni private e confidenziali con alcuni intimi sugli argomenti del giorno. «Vi risaltano il suo spirito sarcastico, il suo legalitarismo, il suo spirito antidemocratico, il suo conservatorismo politico».
Selden per lascito testamentario aveva disposto la donazione della sua biblioteca alla Biblioteca dell'Inner Temple che rifiutò di accettare i manoscritti di John Selden nel 1654, probabilmente perché la dimensione della collezione avrebbe richiesto un ulteriore edificio; ad ogni modo, la richiesta d'adozione respinta è stata più volte descritta come "la più grande perdita che la Biblioteca del Tempio Interiore abbia sempre sostenuto".

## Opere
- England's Epinomis, 1610
- Jani Anglorum; Facies Altera, 1610
- The Duello, or Single Combat, 1610, una storia del dibattito giudiziario dalla conquista normanna.
- Titles of Honor, 1614
- Analecton Anglobritannicon, 1615, sul modello del Franco-Gallia di François Hotman
- De diis Syriis, 1617, sulla mitologia orientale
- History of Tithes, 1618
- una edizione della Historia Novarum d'Eadmer, 1623
- Commentari su i Marmi aruldelliani, 1628
- De successionibus in bona defuncti secundum leges Ebraeorum, 1631
- De successione in pontificatum Ebraeorum, 1631.
- Mare clausum, 1635,
- De jure naturali et gentium juxta disciplinam Ebraeorum, 1640, sulla legge naturale
- Privileges of the Baronage of England when they sit in Parliament and Discourse concerning the Rights and Privileges of the Subject, 1642.
- una edizione degli Annales di Eutichio, 1642
- Dissertatio de anno civili et calendario reipublicae Judaicae, 1644
- una edizione della  Fleta, trattato del XIII secolo sulla common law inglese
- Uxor Ebraica, 1646,
- De synedriis et prefecturis juridicis veterum Ebraeorum

Opera Omnia in 3 volumi pubblicati a Londra nel 1726.